# Nikola Stanković
Nikola Stanković (en serbe : Никола Станковић), né le 24 avril 2003 à Vrnjačka Banja en Serbie, est un footballeur serbe qui évolue au poste de milieu central à l'Étoile rouge de Belgrade.

## Biographie

### Carrière en club
Né à Vrnjačka Banja en Serbie, Nikola Stanković est formé dans l'un des plus grands clubs du pays, l'Étoile rouge de Belgrade. Il commence toutefois sa carrière dans un autre club de la capitale serbe, le FK Grafičar, où il est prêté lors de la saison 2020-2021. Il fait son retour à l'Étoile rouge à la fin de son prêt, il prolonge notamment son contrat en juin 2021, il est alors lié à son club formateur jusqu'en juin 2025.
Il joue son premier match avec l'Étoile rouge, le 12 février 2022 face au FK Čukarički en championnat. Il entre en jeu et son équipe s'impose par trois buts à zéro. Le 11 mai 2022, Stanković inscrit ses deux premiers buts pour l'Étoile rouge, lors d'une rencontre de coupe de Serbie contre le FK Novi Pazar. Il marque ses deux buts après être entré en jeu et participe ainsi à la large victoire de son équipe (8-0).
Il remporte son premier trophée lors de la saison 2021-2022, en étant sacré Champion de Serbie.
En janvier 2023, Nikola Stanković est prêté jusqu'à la fin de la saison au Napredak Kruševac.

### En sélection
Avec l'équipe de Serbie des moins de 17 ans, il marque deux buts pour huit apparitions entre 2019 et 2020.

## Palmarès
Étoile rouge de Belgrade
- Championnat de Serbie (1) :
  - Champion : 2021-22.